# Isi & Ossi
Isi & Ossi è un film del 2020 diretto da Oliver Kienle.
Due ragazzi tedeschi, di estrazione diametralmente opposta, intrecciano per caso le proprie vite, non potendo più fare a meno l'uno dell'altra.

## Trama
Isi cresce in una famiglia ricchissima di Heidelberg, sempre in contrasto con i suoi genitori. Per conseguire il diploma è aiutata a sua insaputa e i suoi si attendono che segua corsi universitari che la preparino alla gestione del suo immenso patrimonio. Ma lei, che vorrebbe fare la cuoca, e per questo è intenzionata a seguire un corso speciale a New York, venuta a conoscenza delle trame dei genitori, vuole rompere definitivamente con questi.
Di fatto, però, la sua parte di patrimonio è sotto il controllo dei genitori, per cui lei non dispone di niente. Allora per guadagnare il denaro per recarsi in America si reca in un pessimo fast food di Mannheim dove è assunta immediatamente. Nello stesso locale incrocia un ragazzo dei bassifondi, al quale propone di fingersi suo fidanzato, così da scandalizzare i genitori pensando di poterli così costringere ad ascoltarla.
Il ragazzo è Ossi, cresciuto senza padre tra mille difficoltà, che sogna di diventare un grande pugile, ma intanto dà una mano nella malandata stazione di servizio della madre e, con lei, si appresta ad accogliere il nonno, piccolo delinquente, che finalmente esce di prigione dopo 14 anni.
Avendo necessità di denaro, Ossi accetta di farsi passare per il ragazzo di Isi, spinto dalla madre a sfruttarne il grande patrimonio.
Senza volerlo, i due restano coinvolti dalle reciproche vicende familiari e personali, e, soprattutto, cedono ad un'attrazione reciproca, anche questa inizialmente insospettabile, vista l'abissale distanza che idealmente li separava in tutto.
Isi, dopo uno scontro accesissimo con la madre, con la quale scopre di avere più cose in comune di quanto non immaginasse, ottenuto il controllo del suo denaro, acquista il fast food in cui lavorava per rilanciarlo con nuove idee.
Ossi, dopo aver assecondato la nuova carriera di rapper del nonno, ha indirizzato con decisione gli affari della madre e quindi, nell'attesissimo match di pugilato a lungo preparato, vince dopo grande sofferenza, anche grazie al ritrovato sostegno di Isi, con la quale superata ogni bugia e incomprensione, torna insieme felicemente.

## Produzione
Si tratta del primo film in lingua tedesca prodotto da Netflix, che lo ha distribuito sulla propria piattaforma a partire dal 14 febbraio 2020.